# Hrabstwo Kandiyohi

Piramida wieku hrabstwa

Hrabstwo Kandiyohi ze stolicą w Willmar znajduje się w centralnej części stanu Minnesota, USA. Według spisu z 2020 roku zamieszkuje je 43 732 mieszkańców, z czego 90,1% stanowią biali.

## Warunki naturalne
Hrabstwo zajmuje obszar 2 230 km² (862 mi²), z czego 2 060 km² (796 mi²) to lądy, a 170 km² (66 mi²) wody. Graniczy z 6 innymi hrabstwami: 
- Hrabstwo Stearns (północ)
- Hrabstwo Meeker (wschód)
- Hrabstwo Renville (południe)
- Hrabstwo Chippewa (południowy zachód)
- Hrabstwo Swift (zachód)
- Hrabstwo Pope (północny zachód)

### Główne szlaki drogowe
| - U.S. Highway 12 - U.S. Highway 71 - Minnesota State Highway 4 - Minnesota State Highway 7 - Minnesota State Highway 9 | - Minnesota State Highway 23 - Minnesota State Highway 40 - Minnesota State Highway 55 - Minnesota State Highway 104 |

## Miasta
- Atwater
- Blomkest
- Kandiyohi
- Lake Lillian
- New London
- Pennock
- Prinsburg
- Raymond
- Regal
- Spicer
- Sunburg
- Willmar

## Demografia
Według spisu z 2000 roku hrabstwo zamieszkuje 41 203 osób, które tworzą 15 936 gospodarstw domowych oraz 10 979 rodzin. Gęstość zaludnienia wynosi 20 osób/km². Na terenie hrabstwa jest 18 415 budynków mieszkalnych o częstości występowania wynoszącej 9 budynki/km². Hrabstwo zamieszkuje 93,62% ludności białej, 0,51% ludności czarnej, 0,33% rdzennych mieszkańców Ameryki, 0,38% Azjatów, 0,07% mieszkańców Pacyfiku, 4,17% ludności innej rasy oraz 0,91% ludności wywodzącej się z dwóch lub więcej ras, 8% ludności to Hiszpanie, Latynosi lub inni. Pochodzenia niemieckiego jest 31,4% mieszkańców, 25,8% norweskiego,  9,9% szwedzkiego, a 5,6% holenderskiego.
W hrabstwie znajduje się 15 936 gospodarstw domowych, w których 33,1% stanowią dzieci poniżej 18. roku życia mieszkający z rodzicami, 57,7% małżeństwa mieszkające wspólnie, 7,5% stanowią samotne matki oraz 31,1% to osoby nie posiadające rodziny. 25,7% wszystkich gospodarstw domowych składa się z jednej osoby oraz 10,8% żyję samotnie i jest powyżej 65. roku życia. Średnia wielkość gospodarstwa domowego wynosi 2,53 osoby, a rodziny 3,05 osoby.
Przedział wiekowy populacji hrabstwa kształtuje się następująco: 26,6% osób poniżej 18. roku życia, 9,5% pomiędzy 18. a 24. rokiem życia, 26,5% pomiędzy 25. a 44. rokiem życia, 22,5% pomiędzy 45. a 64. rokiem życia oraz 14,9% osób powyżej 65. roku życia. Średni wiek populacji wynosi 37 lat. Na każde 100 kobiet przypada 98 mężczyzn. Na każde 100 kobiet powyżej 18. roku życia przypada 94,9 mężczyzn.
Średni dochód dla gospodarstwa domowego wynosi 39 772 dolarów, a średni dochód dla rodziny wynosi 48 016 dolarów. Mężczyźni osiągają średni dochód w wysokości 32 272 dolarów, a kobiety 22 128 dolarów. Średni dochód na osobę w hrabstwie wynosi 19 627 dolarów. Około 5,9% rodzin oraz 9,2% ludności żyje poniżej minimum socjalnego, z tego 11,1% poniżej 18 roku życia oraz 7,9% powyżej 65. roku życia.

## Religia
Członkostwo w 2010 roku:

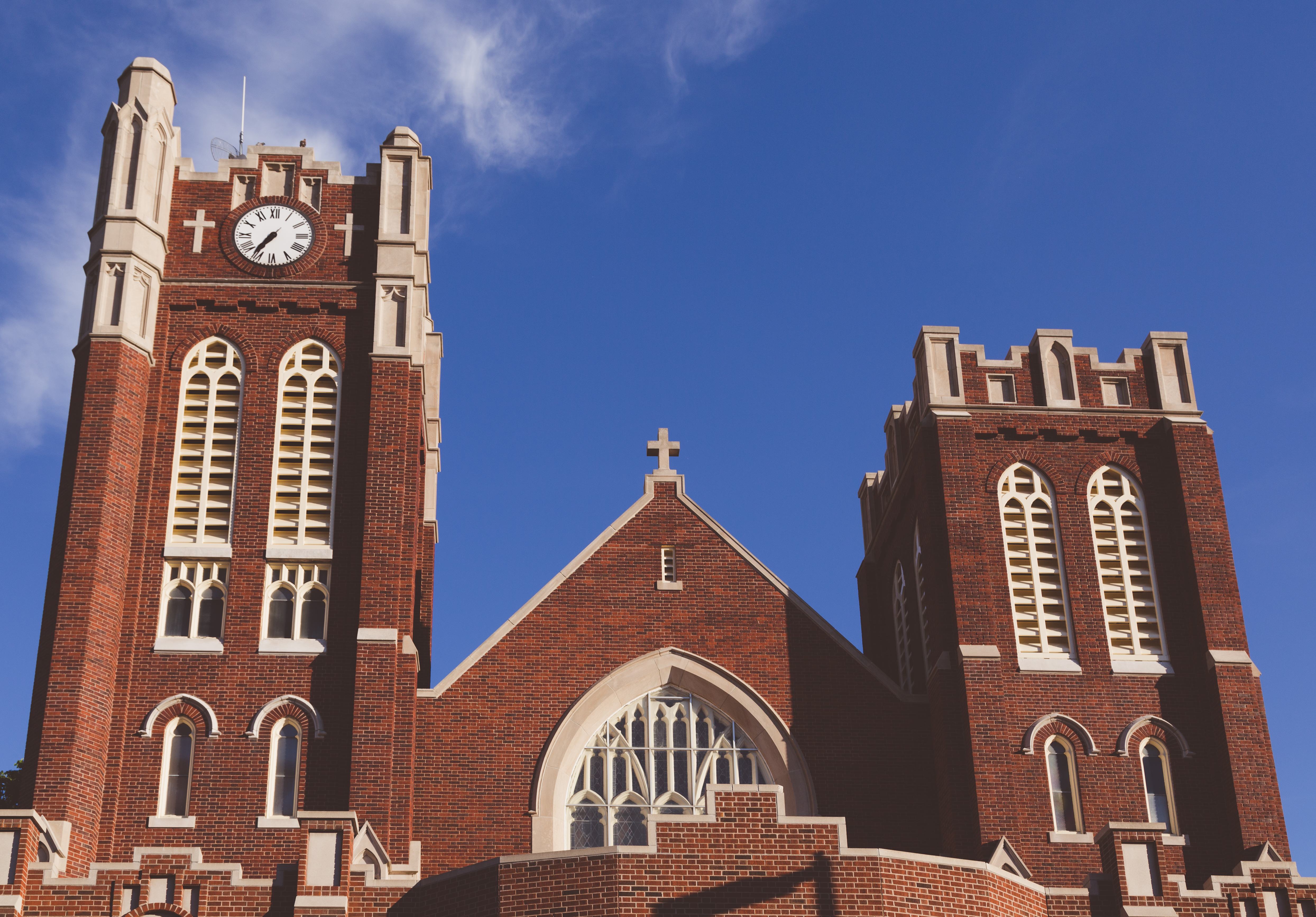
Kościół Ewangelicko-Luterański w Willmar.

- protestanci głównego nurtu – 39,5%:
  - Kościół Ewangelicko-Luterański w Ameryce – 33,2%,
  - Zjednoczony Kościół Metodystyczny – 3,1%,
- protestanci ewangelikalni – 20,7%:
  - zielonoświątkowcy – 5,0%[3],
  - Kościół Luterański Synodu Missouri – 3,7%,
  - Chrześcijański Kościół Reformowany w Ameryce Północnej – 3,4%,
  - Ewangeliczny Wolny Kościół Ameryki – 2,3%,
  - Kościół Konwencji Ewangelicznej – 2,0%,
- katolicy – 12,7%,
- mormoni – 0,53%,
- unitarianie uniwersaliści – 0,12%,
- inne, nieuwzględnione:
  - Stowarzyszenie Wolnych Zborów Luterańskich (3 zbory),
  - świadkowie Jehowy (1 zbór),
  - Zjednoczony Kościół Zielonoświątkowy (1 zbór).